# 名鉄バス東部
名鉄バス東部株式会社（めいてつバスとうぶ、英文社名：Meitetsu Tobu Bus Co,.Ltd. ）は、かつて愛知県岡崎市に本社を置いていた名鉄バスの地域子会社。名鉄グループに属していた。2018年（平成30年）7月1日付で名鉄バスへ吸収合併された。

## 概要
2008年（平成20年）2月25日付で会社設立、同年7月1日より営業開始。名鉄東部観光バスから継承した路線を自社路線として運行したほか、名鉄バスからの受託運行路線を運行していた。また沿線自治体からコミュニティバスの運行受託も行っていた。
岡崎・豊田地区の路線では、交通系ICカード「manaca」のサービス開始時から利用できるようになった。蒲郡地区では2018年の名鉄バスへの吸収合併まで交通系ICカードは導入されなかった。

## 沿革
会社設立以前の歴史については名鉄東部観光バス#歴史を参照。
- 2008年（平成20年）
  - 2月25日 - 名鉄バスの100%出資により、名鉄バス東部株式会社を設立。
  - 7月1日 - 名鉄グループのバス事業再編により、名鉄東部観光バスの貸切バス部門が名鉄観光バス（旧・岐阜名鉄観光）、名古屋観光日急、名鉄西部観光バスと合併し、名鉄観光バス（新）となる。同時に名鉄東部観光バスの乗合バス部門が名鉄バス東部の運行となる。
- 2018年（平成30年）7月1日 - 名鉄バスへ吸収合併され消滅[1]。

## 営業所
名鉄バス東部の吸収合併時に、全て名鉄バスへ引き継がれた。
名鉄バス東部岡崎営業所
- 愛知県岡崎市明大寺町
- 現在の名鉄バス岡崎営業所。

名鉄バス東部豊田営業所
- 愛知県豊田市鴻ノ巣町1丁目
- 現在の名鉄バス豊田営業所。

名鉄バス東部蒲郡管理所
- 愛知県蒲郡市拾石町前浜
- 現在の名鉄バス蒲郡管理所[2]。
- 旧・サンライズバス

## 廃止路線
名鉄バス東部時代に廃止されたもの。
2008年（平成20年）3月31日
- 市役所通線：西浦駅前 - 三ケ根駅前 - 蒲郡駅前 - 蒲郡市民病院前 - 三谷温泉前 - 丸山住宅を廃止。
- 代替路線として翌日より蒲郡市民病院前 - 蒲郡駅前 - 三河三谷駅前 - 丸山 - 丸山住宅を結ぶ病院丸山線を新設した。

2008年（平成20年）9月30日
- 豊橋線：豊橋駅前 - 十能 - 三谷温泉 - 蒲郡駅前 - 前野口の経由地を十能経由から全便ラグーナ経由に変更し、蒲郡東高校前 - 十能 - 星越海岸間を廃止。

2009年（平成21年）3月31日
- 西尾空港線：蒲郡駅前 - 西尾駅 - 西尾文化会館北 - 中畑 - 下町 - 碧南中央駅 - 衣浦港湾会館 - 半田市役所前 - 住吉町駅 - 中部国際空港を廃止。

2013年（平成25年）3月31日
- 西浦豊橋線：豊橋駅前 - 前芝 - 西方海岸 - 丸山 - 三河大塚駅 - ラグーナ蒲郡 - 三谷温泉 - 蒲郡市民病院前 - 蒲郡駅前 - 西浦温泉前を廃止。
- 西浜循環線：豊橋駅前 - 前芝 - 前芝ポンプ場 - 前芝 - 豊橋駅前を廃止[3]し、豊川市・豊橋市[注釈 1]から撤退。

2015年（平成27年）3月31日
- 保健医療センター線：蒲郡駅前 - 保健医療センター前を廃止[4]。

## 車両

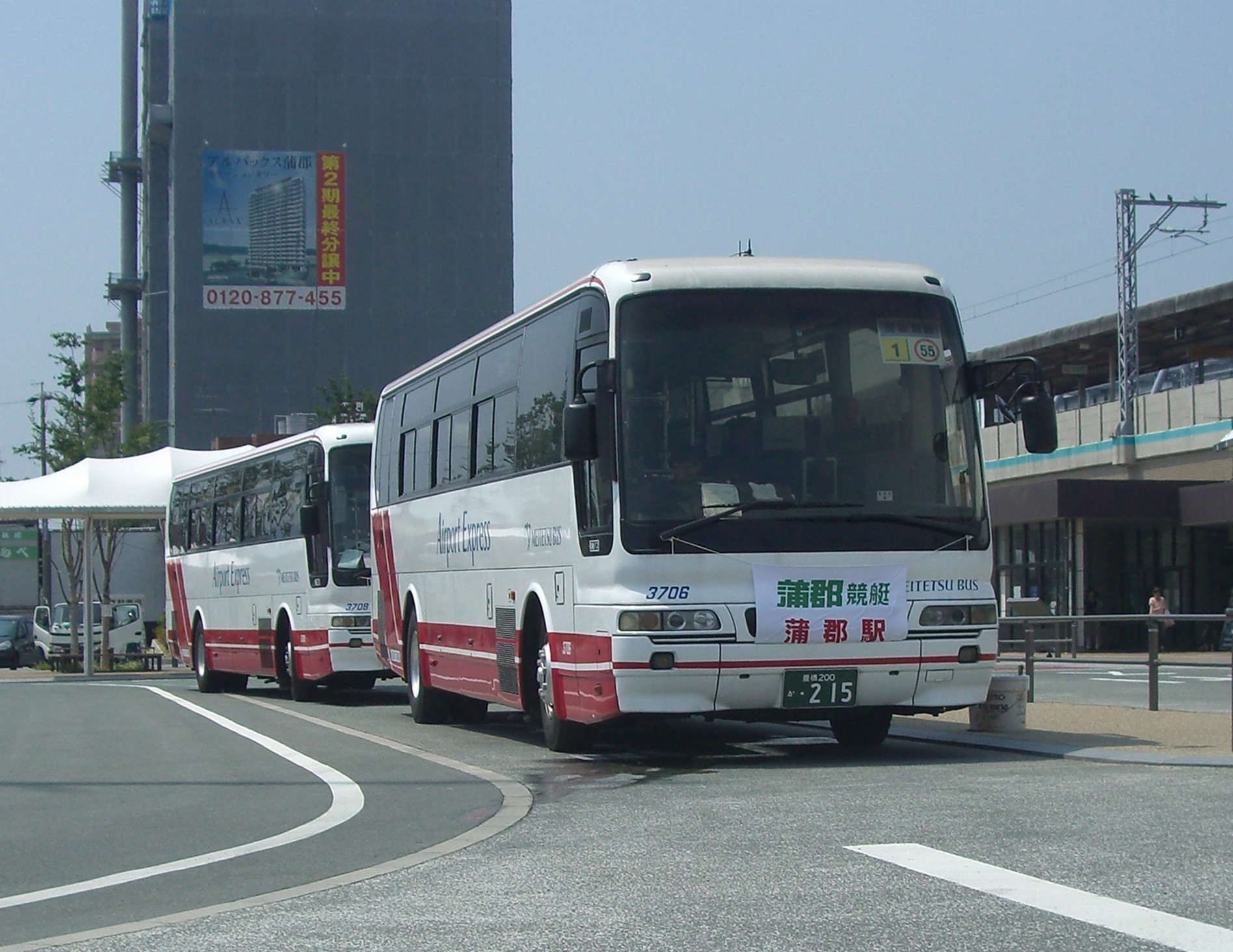
名鉄バスからの移籍車

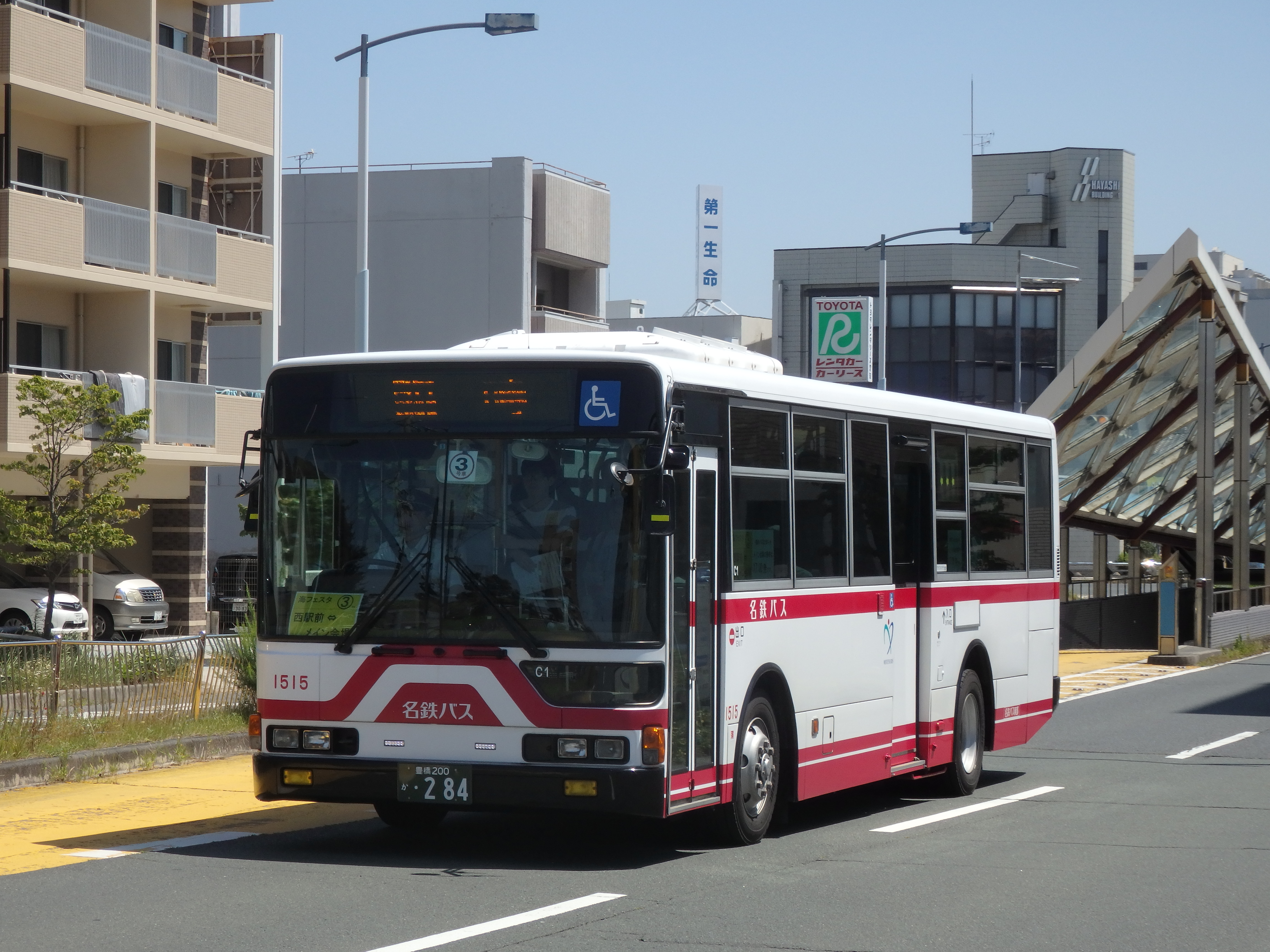
蒲郡営業所所属の一般路線車

名鉄バス東部では、一般路線車とふれんどバスのともに三菱ふそうトラック・バス社製の車両を使用していた。
カラーリングは、サンライズバス（後の三河交通）時代は「日の出」をモチーフとしたものであった。名鉄東部観光バスに統合後に導入された車両は観光バスに準じて、旧岡崎観光バスのカラーである白地に花火をモチーフにしたカラーリングを採用していた。三河交通時代に導入されたノンステップバスも同様のカラーリングに変更された。
営業開始と同時期に、名鉄バスから三菱エアロバスが数台移籍してきた。これらの車両は、営業開始以前から観光バス車両を使用していた蒲郡競艇ファンバス、スクールバスに使われた。
2008年（平成20年）9月頃より名鉄東部観光バスに統合後に導入された花火をモチーフにしたカラーリングの車両のデザインが一部変更され、花火のモチーフはそのままで「MEITETSU TOHBU KANKO」から「MEITETSU BUS TOBU」表記に改められた。サンライズバス時代の「日の出」をモチーフとしたデザインの車両は「Sunrise Bus」表記のままであった。
名鉄バス受託路線の車両は名鉄バスの車両をそのまま使用していた。また、蒲郡営業所管内の一部路線でも名鉄バスの車両が運用に入ることもあったが、この場合はトランパス対応の運賃箱が設置されているが利用できなかった。